# Търновската царица
„Търновската царица“ е български игрален филм (драма) от 1980 година, по сценарий и режисура на Янко Янков. Оператор е Георги Георгиев. Създаден е по повестта „Търновската царица“ на Емилиян Станев. Музиката във филма е композирана от Георги Генков.
Действието на филма се развива в началото на XX век в град Велико Търново. От Париж, след осемгодишно пребиваване там и харчене на огромни суми пари, се завръща младият доктор Старирадев, завършил медицина. Баща му е починал, а майка му иска да го ожени за подходяща, богата, от заможен род жена. Запознават го с Елеонора – богата, но болна от туберкулоза млада жена, която изисква неговите непрестанни лекарски грижи. В крайна сметка той я изпраща в Швейцария защото състоянието ѝ се влошава. В дома на доктор Старирадев работи като прислужница младата Марина. Всички я наричат „търновската царица“, защото е природноинтелигентна, горда, и красива. Старирадев започва връзка с нея. Съпругът на Марина, пощаджията, започва да ревнува и една вечер прострелва доктора. Той обаче се възстановява в санаториум и започва да помага на обозите с ранени или болни от холера войници, които идват от фронта по време на Балканската война. Един ден с влака с ранени пристига и Марина, която е станала медицинска сестра. Старирадев я моля да остане, но тя предпочита да се посвети на ранените и болните и да намери своето място в живота.

## Състав

### Актьорски състав
| Изпълнител                         | Роля                               |
| ---------------------------------- | ---------------------------------- |
| Заслужил артист Стефан Данаилов    | Д-р Старирадев                     |
| Камелия Тодорова                   | Марина Кольова                     |
| Ели Скорчева                       | Елеонора Смилова                   |
| Народна артистка Невена Коканова   | Смилова                            |
| Заслужил артист Борис Луканов      | Смилов                             |
| Цветана Енева                      | Старирадева                        |
| Минка Сюлемезова                   | Мадам Зоя                          |
| Кирил Кавадарков                   | Кольо „Пощата“, съпругът на Марина |
| Джоко Росич                        | файтонджията „Папаймайка“          |
| Васил Вачев                        | Костурков                          |
| Заслужил артист Венелин Пехливанов | Аптекарят                          |
| Георги Георгиев – Гочето           | Капелмайсторът                     |
| Антония Чолчева                    |                                    |
| Заслужил артист Стефан Димитров    |                                    |
| Тодор Тодоров                      |                                    |
| Константин Цанев                   | Хаджихистов (конте „Кокорко“)      |
| Никола Чиприянов                   | ловец                              |
| Петко Иванов                       |                                    |
| Любомир Миладинов                  |                                    |
| Димитрина Минчева                  |                                    |
| Макрина Стоянова                   |                                    |
| Георги Петров                      |                                    |
| Владимир Василев                   |                                    |

### Технически екип
| Сценарий Режисьор  | Янко Янков                                                                                             |
| Оператор           | Георги Георгиев                                                                                        |
| Редактор           | Иван Дечев                                                                                             |
| Художник           | Атанас Велянов                                                                                         |
| Костюми            | Епсимания Лазарова                                                                                     |
| Музика             | Георги Генков                                                                                          |
| Звукорежисьор      | Георги Кръстев                                                                                         |
| Монтаж             | Тотка Кръстева Таня Иванова                                                                            |
| Грим               | Лиляна Михайлова Ани Георгиева                                                                         |
| Втори режисьор     | Венета Станева                                                                                         |
| Асистент–Режисьори | Атанас Джамджиев Ясен Маринов Весела Романова                                                          |
| Втори оператор     | Йонко Дертлиев                                                                                         |
| Асистент–Оператори | Никола Кожухаров Любен Българанов Павел Павлов                                                         |
| Втори художници    | Ян Първанов Росица Райкова                                                                             |
| Тонтехник          | Панайот Касабов                                                                                        |
| Декори             | Дончо Михов Петко Сакаджийски                                                                          |
| Фотограф           | Ивет Георгиева                                                                                         |
| Осветление         | Дончо Цветков                                                                                          |
| Кран               | Димитър Пиринчиев                                                                                      |
| Гардероб           | Славка Радкова Иванка Генова                                                                           |
| Реквизит           | Гаро Гарабедян Йордан Стоянов Алекси Шишков                                                            |
| Осветление         | Димитър Генин Иван Нанков Александър Илиев Наталия Хинкова                                             |
| Консултанти        | Христо Чучков Благой Чифлянов Георги Губеров                                                           |
| Директор           | Христо Йоцов                                                                                           |
| Distributed by     | Българска кинематография Студия за игрални филми „БОЯНА“ Творчески колектив „ХЕМУС“ /Copyright © 1981/ |